# Aporum
Aporum es un género con  unas ochenta especies de plantas epífitas, generalmente colgantes, sin pseudobulbos, con flores pequeñas que duran aproximadamente un mes, originarias del Sudeste de Asia. Algunas especies, aunque poco vistosas, son comunes en el cultivo en Brasil, más como curiosidad que por su belleza. Generalmente es una interesante vegetación, a distancia, algunas especies pueden dar la impresión de ser helechos. Las plantas son resistentes y fáciles de cultivo. Muchas veces florecen varias veces al año.

## Distribución
Se producen en las diferentes islas del Sudeste de Asia y Malasia peninsular, en bajas altitudes. Su centro de dispersión es considerado como las Islas de la Sonda de donde son la mayoría de las especies. En Borneo se encuentran  32 especies y en Sumatra 27. La especie con la mayor dispersión es Aporum anceps, que llega hasta  Nepal.

## Descripción
Aporum fácilmente se diferencia del género Dendrobium por sus suculentas hojas achatadas, dispuestas alternativamente en tallos muy delgados, no partiendo de pseudobulbos. Las flores son pequeñas de un color poco vistoso, generalmente pálido o blanco, de vez en cuando con listas o púrpura. 
Howard Page Wood divide este género en tres grupos de especies: un grupo más primitivo, con sólo una o dos flores en la primavera que nacen de nodos a lo largo de las hojas de los tallos, por ejemplo, Aporum anceps; un segundo grupo, donde de vez en cuando las hojas son más pequeñas en el extremo de los tallos y las flores se presentan solamente en el terminal del mismo, representada por  Aporum spatella y el tercer grupo de especies en el que la terminación de los tallos está formada únicamente por brácteas foliares de donde brotan las flores, como en Aporum distichum.

## Taxonomía
Este género fue propuesto en 1825 por Carl Ludwig Blume para describir cinco nuevas especies.  Aporum está formada por especies clasificadas  hasta hace poco, como Dendrobium secciones Aporum y Estróngilos. Friedrich Gustav Brieger incluye aquí una tercera sección, Oxystophyllum, pero hoy se sabe que la sección, cuya morfología es similar, los resultados de evolución convergen en otro grupo de orquídeas, sólo remotamente relacionadas con las clasificadas en el género por separado. El género filogenético y el más cercano morfológicamente a Aporum es Ceraia, que algunos taxonomistas consideran mejor clasificada como sección Crumenata de Dendrobium.
John Lindley aceptó inicialmente este género, pero más tarde lo incluyó en Dendrobium. Hasta 1981, cuándo Brieger publicó su revisión de Dendrobium fue relegado a esta posición. En 2002, Mark Alwin Clements y David Lloyd Jones, volvieron a establecer el género, sin embargo, algunos taxónomos todavía prefieren mantenerlo como secciones de Dendrobium.
El género fue descrito por  Carl Ludwig Blume  y publicado en Bijdragen tot de flora van Nederlandsch Indië 334, f. 39. 1825. La especie tipo es: Aporum lobatum Blume
Etimología
Aporum: nombre genérico que proviene de aporos que significa "pobre", en referencia a las pequeñas flores del género.

## Especiesseleccionadas
- Aporum albayense
- Aporum aloifolium
- Aporum anceps
- Aporum babiense
- Aporum basilanense